# Shell Oil

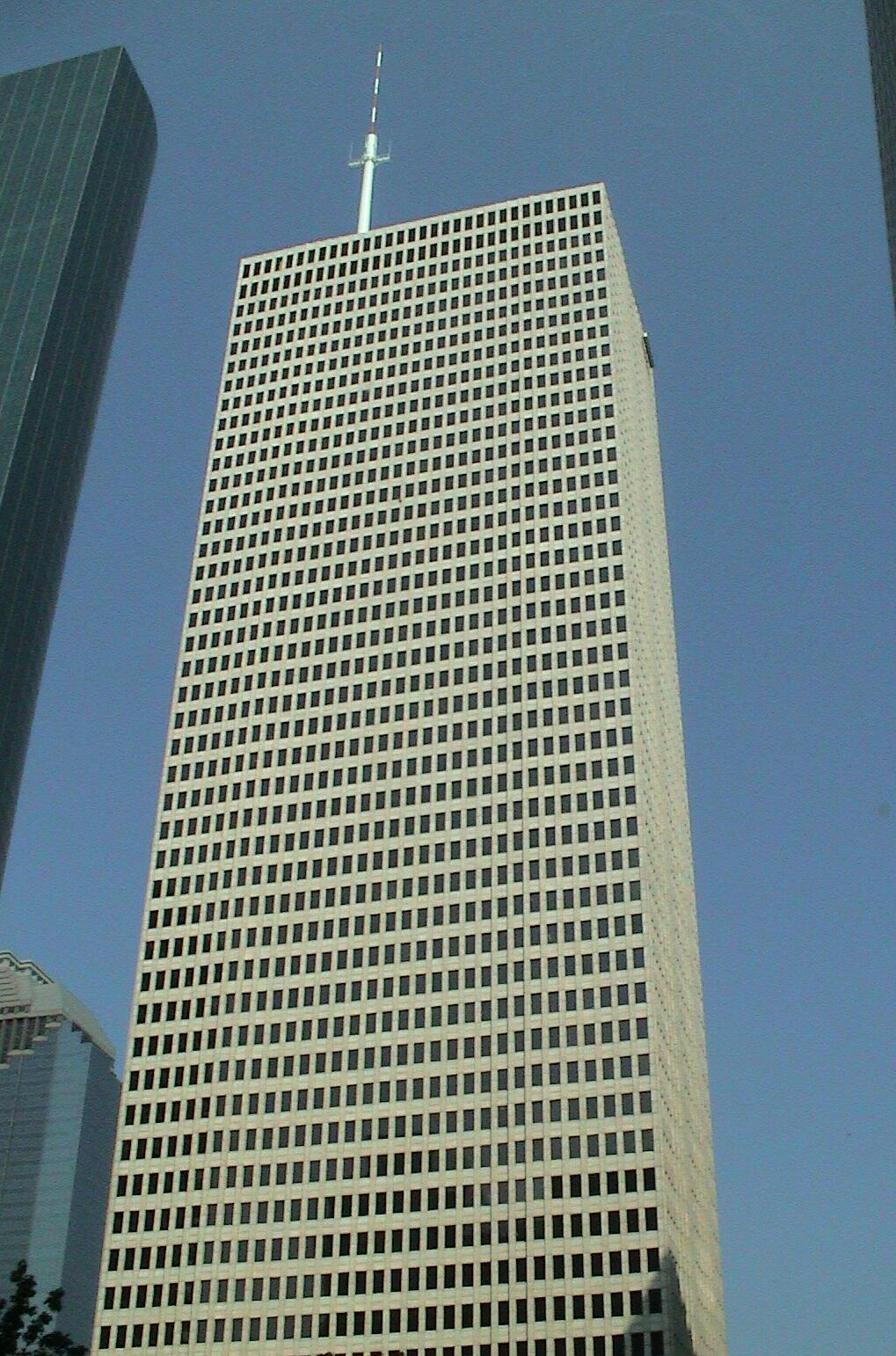
One Shell Plaza, het hoofdkwartier van Shell Oil Company in Houston.

Shell Oil Company is de Amerikaanse dochtermaatschappij van het Britse olieconcern Shell. 

In 1912 richtte Royal Dutch Shell de American Gasoline Company op om motorbrandstoffen te verkopen aan de Amerikaanse westkust en ook Roxana Petroleum om olievelden in Oklahoma te kopen. In 1915 opende de maatschappij haar eerste raffinaderij in Martinez. In 1921 ontdekte Shell in Californië bij Signal Hill een olieveld. Het trok veel andere oliemaatschappijen aan en het was een van de meest productieve olievelden ter wereld. 

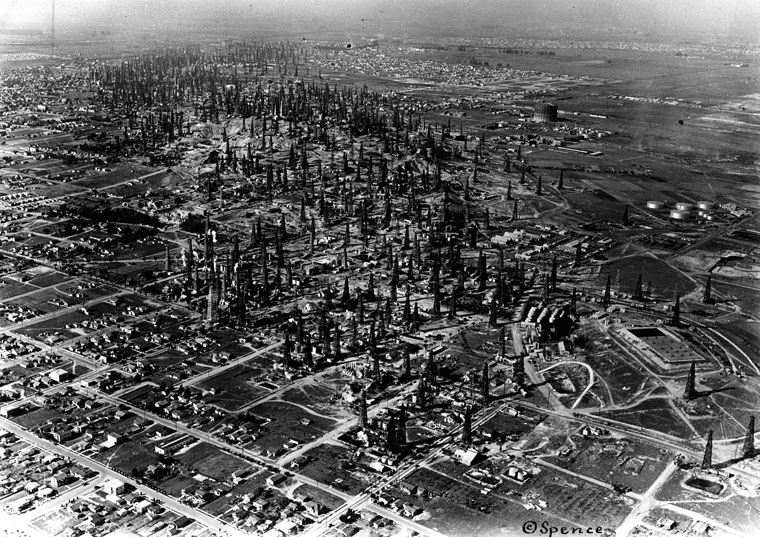
Boortorens bij Signal Hill (1930)

De activiteiten werden steeds verder uitgebreid, al vanaf 1914 was er een aparte organisatie voor het beheer van pijplijnen, in 1926 volgde een researchafdeling en in 1929 volgde chemie-activiteiten. In 1925 telde Shell in de Verenigde Staten 3500 verkooppunten. In de loop der jaren werden alle bedrijven ondergebracht in de Shell Oil Company die een snelle groei liet zien. Tussen 1912 en 1930 nam de olieproductie in het land toe van 443.000 ton zo’n 8 miljoen ton. Verder werd een vergelijkbare hoeveelheid ingekocht om de raffinaderijen van ruwe olie te voorzien. De raffinagecapaciteit groeide van 13.000 vaten olie per dag in 1916 tot 300.000 vaten in 1930. Shell Pipe Line Corporation beheerde een pijplijnnetwerk voor ruwe olie van 6000 kilometer.
Na de Tweede Wereldoorlog nam de vraag naar olie sterk toe en Shell zocht en vond nieuwe olievelden in Louisiana en Texas. Shell Oil werd ook internationaal actief. In 1978 kwam het offshore olieveld Cognac in productie. Dit veld lag in de Golf van Mexico in een waterdiepte van ruim 300 meter (1025 voet). De Golf werd een belangrijk werkgebied voor Shell Oil met olievelden als Appomattox, Auger, Bullwinkle en Mars.
Tot medio 80'er jaren genoot Shell Oil een flinke mate van onafhankelijkheid van het moederconcern. Royal Dutch Shell had 70% van de aandelen in handen. Shell Oil was tot 1985 zelfstandig genoteerd aan de beurs van New York. In juni 1985 kreeg Royal Dutch Shell de resterende 30% van de aandelen Shell Oil in handen. Het betaalde $ 58 per aandeel of $ 5,5 miljard in totaal. De overname leidde later tot rechtszaken daar Shell Oil olie- en gasreserves met een waarde van $ 1 miljard had verzwegen te melden aan de minderheidsaandeelhouders. Deze waren van mening dat zij te weinig geld voor hun aandelen hadden ontvangen. De rechter veroordeelde Royal Dutch Shell tot een extra betaling van $ 110 miljoen.
Het bedrijf behoorde destijds tot de grootste bedrijven van de Verenigde Staten en heeft van 1955 tot en met 1994 onafgebroken in de Fortune 500 gestaan, de lijst van de 500 grootste Amerikaanse bedrijven naar omzet, laatstelijk op nummer 17.